# Sildenafil

Sildenafil, bland annat sålt under handelsnamnet Viagra, (egentligen sildenafilcitrat) är ett läkemedel som främst används för behandling av impotens. Sildenafil används även för att behandla högt blodtryck i artärerna i lungorna.
Sildenafil utvecklades av Pfizer. Från början var tanken att sildenafil skulle bli en hjärtmedicin för att behandla kärlkramp, men försöken föll inte väl ut. 
Förlängd erektion eller en välkommen erektion vid impotens hos män var en vanligt förekommande biverkning. Pfizer beslutade därför att testa läkemedlets effekt på impotens. I den första studien deltog 3 000 personer män mellan 19 och 87 år, och under de fem år som studien varade noterades en signifikant förbättring av deltagarnas förmåga att få en erektion.
Sildenafilcitrat (den aktiva ingrediensen i Viagra) skapades redan 1989, men det var först 1998 som läkemedlet godkändes som en behandling mot erektil dysfunktion (impotens). 2011 förlängdes Pfizers amerikanska patent på Viagra, vilket gör att en generisk version av läkemedlet inte kunde släppas i USA förrän tidigast 2019.

## Användande

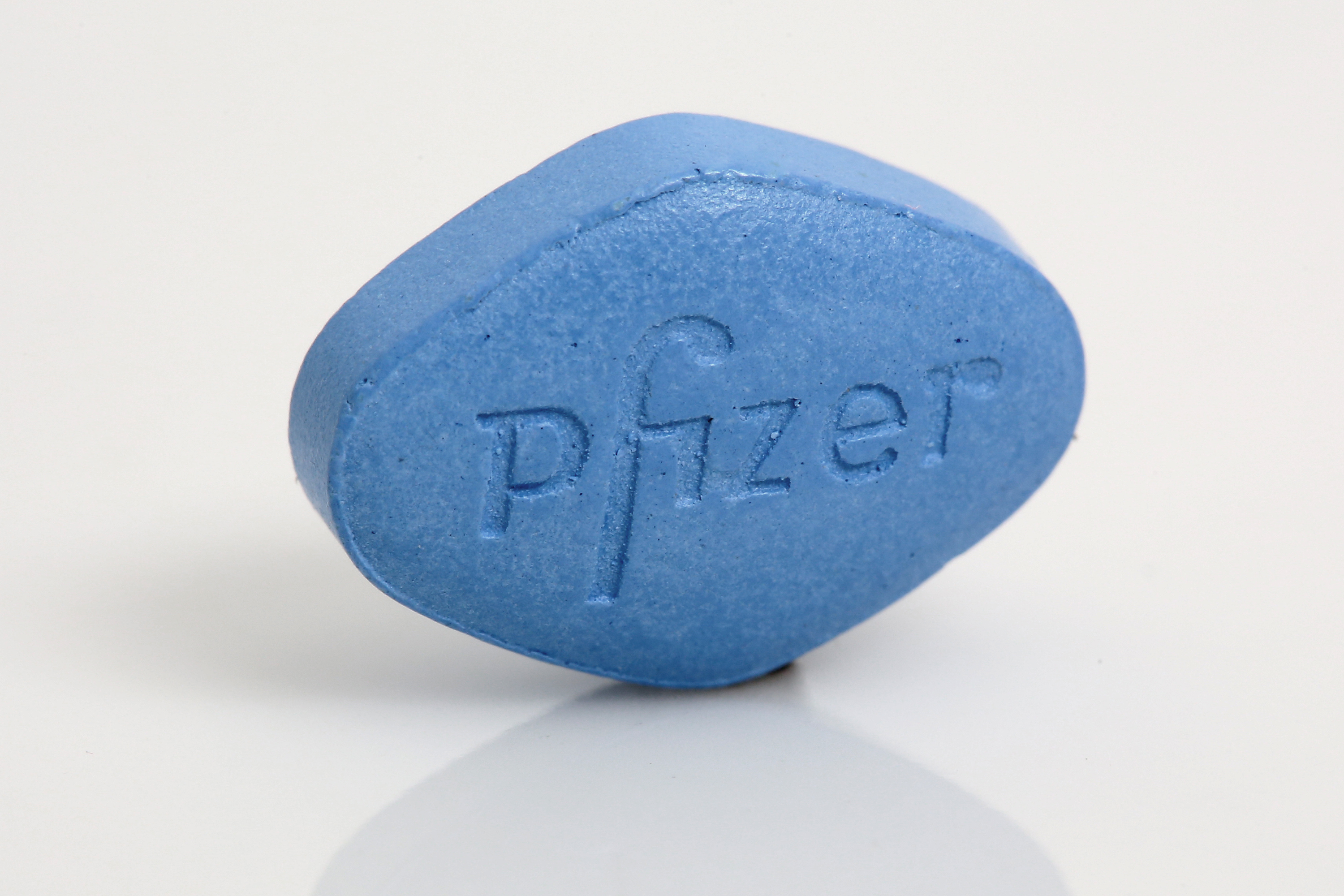
Viagratablett

Preparat eller läkemedel som innehåller sildenafil (handelsnamn som Viagra, Revatio med flera) bör endast användas av män med påtagliga potensproblem, diagnostiserat av läkare. Män utan diagnostiserat potensproblem ska aldrig använda dessa preparat, främst på grund av de biverkningar dessa läkemedel kan medföra. Män med potensproblem har god hjälp av dessa läkemedel. Om impotensen beror på psykiska eller fysiska orsaker, eller bådadera, kommer användande beslutas av läkare och eventuellt psykolog. Oftast måste annan behandling/terapi genomföras tillsammans med sildenafil.
Sildenafil påverkar endast blodflödet till penis, och ger ingen förhöjning av den sexuella upplevelsen, det är inget så kallat afrodisiakum.
Forskning visar att sildenafil även skulle kunna vara effektivt som en läkemedelsbehandling mot malaria. Forskare har nämligen funnit att sildenafil kan bekämpa malariaparasiten Plasmodium falciparum i dess sexuella fas, medan de läkemedel mot malaria som idag finns på marknaden endast motverkar parasiten i dess asexuella fas.
Sildenafilcitrat är den aktiva ingrediensen i Revatio, ett läkemedel som behandlar högt blodtryck i blodkärlen i lungorna. Läkemedlet fungerar genom att utvidga blodkärlen, och på så sätt kommer blodtrycket att sjunka. Det används för att behandla vuxna, barn och ungdomar i åldern 1–17, som lider av pulmonell arteriell hypertoni.

## Biverkningar
Det finns ett stort antal biverkningar med sildenafil, många är av kardiovaskulär typ.
Vanliga biverkningar (drabbar 1-10 av 100 användare) är: rodnad i ansiktet, huvudvärk, matsmältningsproblem, yrsel, ljuskänslighet, synnedsättning och nästäppa.
Mindre vanliga biverkningar (drabbar 1-10 av 1000 användare) är: kraftigt illamående och kräkningar, ögonproblem (till exempel cyanopsia (blåseende), färgblindhet), hudutslag, oregelbunden hjärtrytm, muskelsmärta, kraftig trötthet/utmattning, muntorrhet och smärtor i bröstet.
Ovanliga biverkningar (1-10 av 10 000 personer) kan vara bland annat: Blodtrycksförändringar, svimningskänsla, stroke, plötsligt näsblod samt förändringar av hörsel.
Kontraindikationer för sildenafil är samtidig användning av nitrater, till exempel isopentylnitrit ("poppers") kan ge livshotande blodtrycksfall eller hjärtstillestånd.

## Pfizers patent och generiska kopior
Tillverkarens patent för Viagra löpte ut i midsommarhelgen 2013 för flera europeiska länder, däribland Sverige. På många andra håll har patentstrider förts och försäljningen av alternativ är fri. I USA ansågs allmänt att Pfizers patent skulle gå ut i mars 2012, men en federal distriktsdomstol kom fram till att åtminstone ett av Pfizers patent skulle gälla till 2019.
I Sverige är Viagra inte subventionerat — patienten betalar hela kostnaden själv. Recept krävs, men medicinen ingår inte i högkostnadsskyddet och därför måste receptet utvisa vilken av de 14 generiska alternativ till Viagra som avses av de som Läkemedelsverket godkänt sedan 2009. Kamagra och Cenforce hör till de mest kända generiska Viagra alternativen.
I gruppen potensläkemedel för män finns i Sverige även de godkända och receptbelagda substanserna tadalafil (Cialis) och vardenafil (Levitra).